# حبیب‌الله پوررضا
حبیب‌الله پوررضا (زاده ۱۲۷۹ تهران) وکیل دادگستری و نماینده مجلس شورای ملی بود.
در دانشگاه پاریس در رشته حقوق درس خواند و پس از بازگشت به ایران به وکالت دادگستری پرداخت. پس از شهریور ۱۳۲۰ و بازشدن فضای سیاسی، با همکاری با روزنامه رعد امروز که مقدمات بازگشت سید ضیاءالدین طباطبایی به کشور را فراهم می‌کرد و همچنین با وکالت پرونده صولت‌الدوله قشقایی و سردار اسعد و نصرت‌الدوله فیروز علیه سران شهربانی دوران رضا شاه به شهرت رسید.
در سایه چنین شهرتی و با کمک خوانین قشقایی، پوررضا در انتخابات دوره چهاردهم مجلس شورای ملی که در فیروزآباد فارس به علت شورش قشقایی‌ها و دیگر عشایر جنوب، دیرتر از دیگر حوزه‌های انتخابیه در امرداد ۱۳۲۳ برگزار شد، با کسب ۴۷۲۴ رأی از مجموع ۸۴۹۰ رأی  که به صندوق‌ها ریخته شد به مجلس شورای ملی راه یافت.
پوررضا در مجلس از مخالفان سرسخت حزب توده بود تا جایی که یک بار کارش با دکتر رادمنش (از نمایندگان توده‌ای) به فحاشی و به هم ریختن جلسه کشید و با رأی مجلس هر دو آن‌ها هفت جلسه از شرکت در نشست‌های مجلس ممنوع شدند.
پوررضا در دوره‌های بعد نتوانست در انتخابات موفق شود اما با وکالت پرونده‌های بزرگ، ثروت و املاکی اندوخت و از برجسته‌ترین وکلای ایران شد. در اواخر عمر بینایی‌اش را از دست داد اما همچنان به وکالت می‌پرداخت.